# كاتيون ثلاثي الهيدروجين
كاتيون ثلاثي الهيدروجين  +H3 هو كاتيون يتشكل من ثلاث بروتونات وإلكترونين اثنين. يعد هذا الكاتيون أبسط جزيء ثلاثي الذرة، وأبسط مثال على رابطة ثلاثية المركز ثنائية الإلكترون، كما
أن +H3 هو أكثر الأيونات انتشاراً في الكون. إن لهذا الكاتيون استقراراً في الوسط بين النجمي نتيجة انخفاض الكثافة ودرجة الحرارة.

## التاريخ
اكتشف الكاتيون ثلاثي الهيدروجين أول مرة من قبل جوزيف جون طومسون عام 1911، وذلك عند دراسته للجسيمات الناتجة عن تفريغ البلازما. باستعمال نوع بدائي من مطياف الكتلة اكتشف وفرة نسبية كبيرة من أيون لجزيء له نسبة كتلة-إلى-شحنة مقدارها 3. تكهّن طومسون أن هذه الإشارة يمكن ان تعود إما للكاتيون 4+C أو +H3، لكنه استبعد الاحتمال الأول لقله احتمال حدوثه، ولأن الإشارة تقوى بوسط من الهيدروجين النقي.
اقترحت طريقة تشكل هذا الكاتيون من قبل هوغنس Hogness و لان Lunn عام 1925. درس هذان العالمان باستخدام مطياف كتلة بدائي كيفية تفريغ الهيدروجين، ووجدا أن كمية +H3 تزداد خطياً مقابل تناقص كمية +H2 عند زيادة ضغط الهيدروجين في الوسط المدروس، مما مكنّهما من اقتراح آلية تبادل البروتون.
اقترحت مجموعة بحث العالم مارتن Martin et al. عام 1961 وجود الكاتيون ثلاثي الهيدروجين في الوسط بين النجمي خاصة أن تفاعل تشكيله ناشر للحرارة ( ~1.5 إلكترون فولت). هذا الاقتراح ولّد بدوره اقتراحاً آخراً من قبل واتسون Watson و هيربست Herbst و كليمبرر Klemperer عام 1973 بأن الكاتيون ثلاثي الهيدروجين +H3 هو المسؤول عن تشكل العديد من الأيونات الجزيئية في الكون.
في عام 1980 تمكن العالم تاكيشي Takeshi من اكتشاف أول طيف للكاتيون ثلاثي الهيدروجين. اكتشف طيف الإصدار للكاتيون +H3 في كل من المشتري وزحل وأورانوس في أواخر ثمانينات وأوائل تسعينات القرن العشرين.
في عام 1996 اكتشف الكاتيون ثلاثي الهيدروجين في الوسط بين النجمي من قبل غيبيل Geballe و أوكا Oka في سحابتبن بين نجميتين في المدى المنظور لكل من GL2136 و W33A في الفضاء.

## البنية

بنية ^{+}H_{3}

مخطط المدارات الجزيئية لكاتيون ثلاثي الهيدروجين.

إن ترتيب ذرات الهيدروجين في الجزيء يشكّل مثلث متساوي الأضلاع، ويكون الجزيء في بنية طنينيّة على شكل رابطة ثلاثية المركز ثنائية الإلكترون. وجد نتيجة الحسابات أن لهذه الرابطة قوّة تساوي 4.5 إلكترون فولت، أي ما يعادل 104 كيلو كالوري لكل مول. يعد جزيء كاتيون ثلاثي الهيدروجين مثالاً جيداً لتبيان أهمية عدم تمركز الزوج الإلكتروني مما يمنح ثباتيّة للجزيء.

## التشكّل
إن الطريقة الرئيسية لتشكّل الكاتيون ثلاثي الهيدروجين +H3 هي من خلال تفاعل كاتيون ثنائي الهيدروجين +H2 مع الهيدروجين الجزيئي H2 وفق التفاعل:
H2+ + H2 → H3+ + H
إن تركيز +H2 هو المحدد لسرعة التفاعل. ينتج +H2 فقط في الفضاء ما بين النجمي وذلك نتيجة تأين الهيدروجين بالأشعة الكونية.
H2 + CR → H2+ + e- + CR
حيث CR تمثل الأشعة الكونية.
مخبرياً، ينتج +H3 بنفس الآلية في خلايا تفريغ البلازما، حيث يؤمّن فرق جهد التفريغ الطاقة اللازمة لتأيين الهيدروجين H2.